# Барон Хардинг из Пенсхёрста

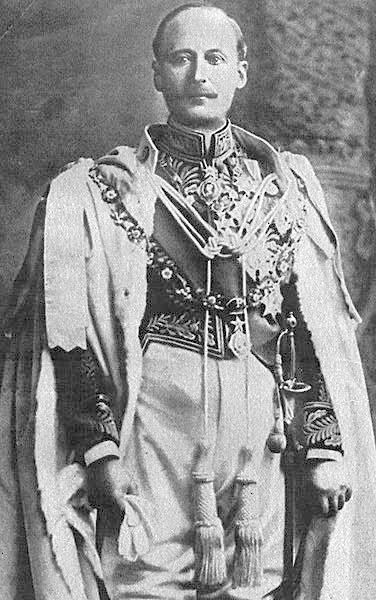
Чарльз Гардинг, 1-й барон Гардинг из Пенсхёрста (1858—1944)

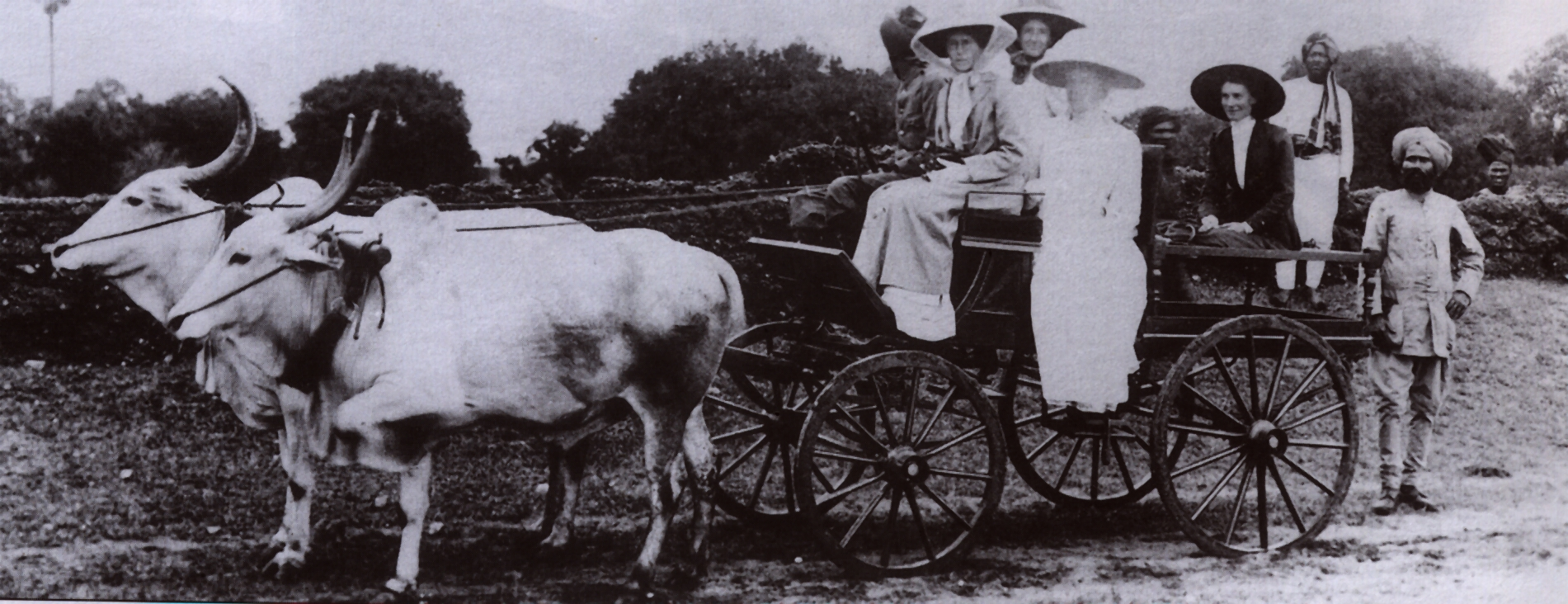
Семья Гардингов в бычьей повозке во время посещения коронации хайдарабадского махараджи Асафа Джаха VII в 1911 году

Барон Хардинг из Пенсхёрста в графстве Кент — наследственный титул в системе пэрства Соединённого королевства, который был создан 21 июля 1910 года для британского дипломата — достопочтенного сэра Чарльза Хардинга (1858—1944). Он был вице-королём Индии (1910—1916), послом Великобритании в России (1904—1906), постоянным заместителем министра иностранных дел (1906—1910, 1916—1920) и послом Великобритании во Франции (1920—1922). Чарльз Хардинг был вторым сыном Чарльза Хардинга, 2-го виконта Хардинга (1822—1894). Его сын, Александр Генри Луис Хардинг, 2-й барон Хардинг (1894—1960), был личным секретарём королей Великобритании Эдуарда VIII (1920—1936) и Георга VI (1936—1943).
По состоянию на 2025 год носителем титула являлся внук Александра Генри Луиса Гардинга — Джулиан Александр Гардинг, 4-й барон Гардинг (род. 1945), который сменил своего отца в 1997 году.

## Бароны Гардинг из Пенсхёрста (1910)
- 1910—1944: Чарльз Хардинг, 1-й барон Хардинг из Пенсхёрста (20 июня 1858 — 2 августа 1944), второй сын Чарльза Стюарта Гардинга, 2-го виконта Хардинга (1822—1894);
- 1944—1960: майор Александр Генри Луис Хардинг, 2-й барон Хардинг из Пенсхёрста (17 мая 1894 — 29 мая 1960), второй сын предыдущего;
- 1960—1997: Джордж Эдвард Чарльз Хардинг, 3-й барон Хардинг из Пенсхёрста (31 октября 1921 — 14 июля 1997), единственный сын предыдущего;
- 1997 — настоящее время: Джулиан Александр Хардинг, 4-й барон Хардинг из Пенсхёрста (род. 23 августа 1945), старший сын предыдущего от первого брака;
  - Наследник: достопочтенный Хью Фрэнсис Хардинг (род. 9 апреля 1948), младший брат предыдущего.